# Parkanlage Wielandplatz

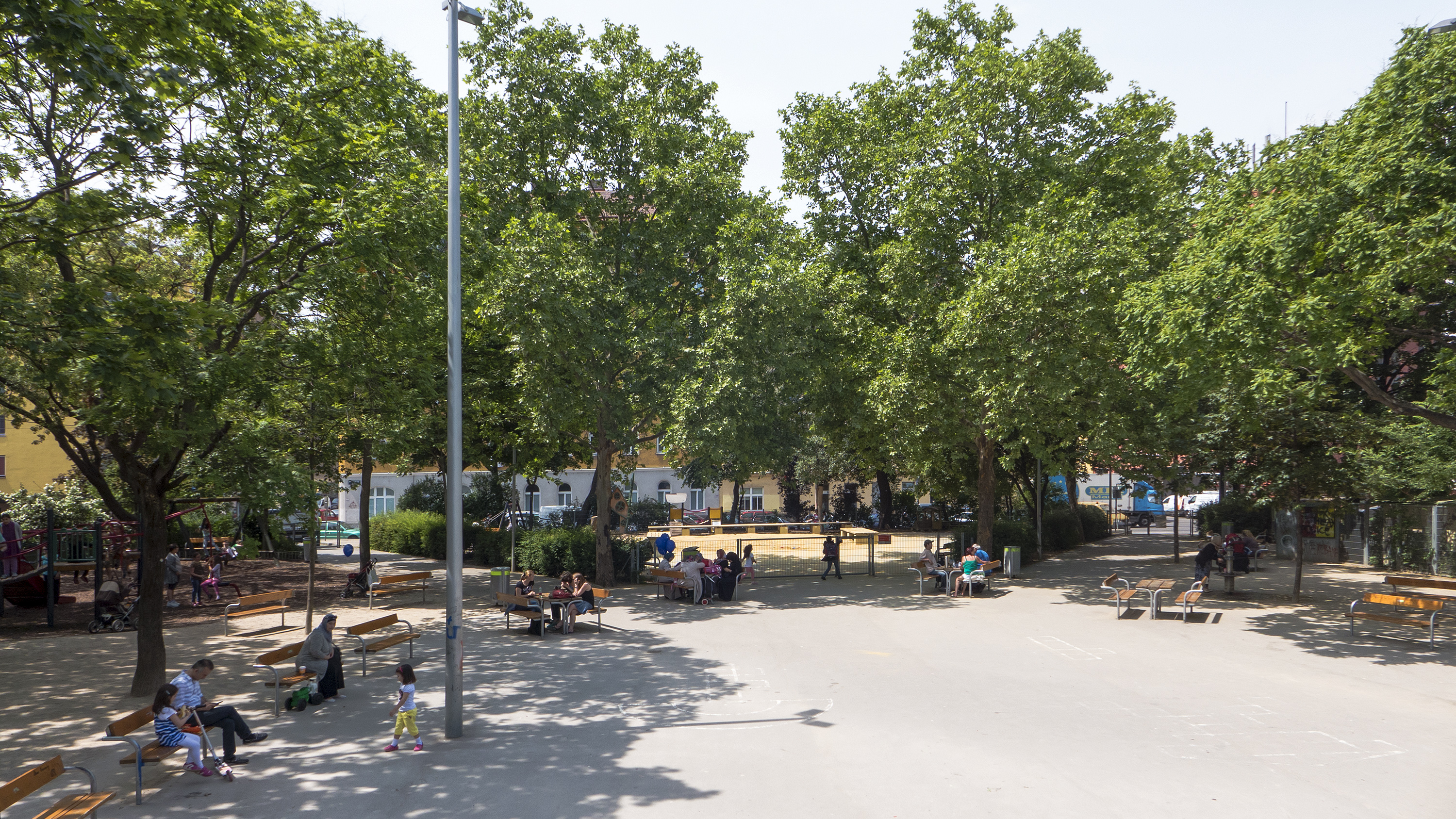
Wielandpark (2015)

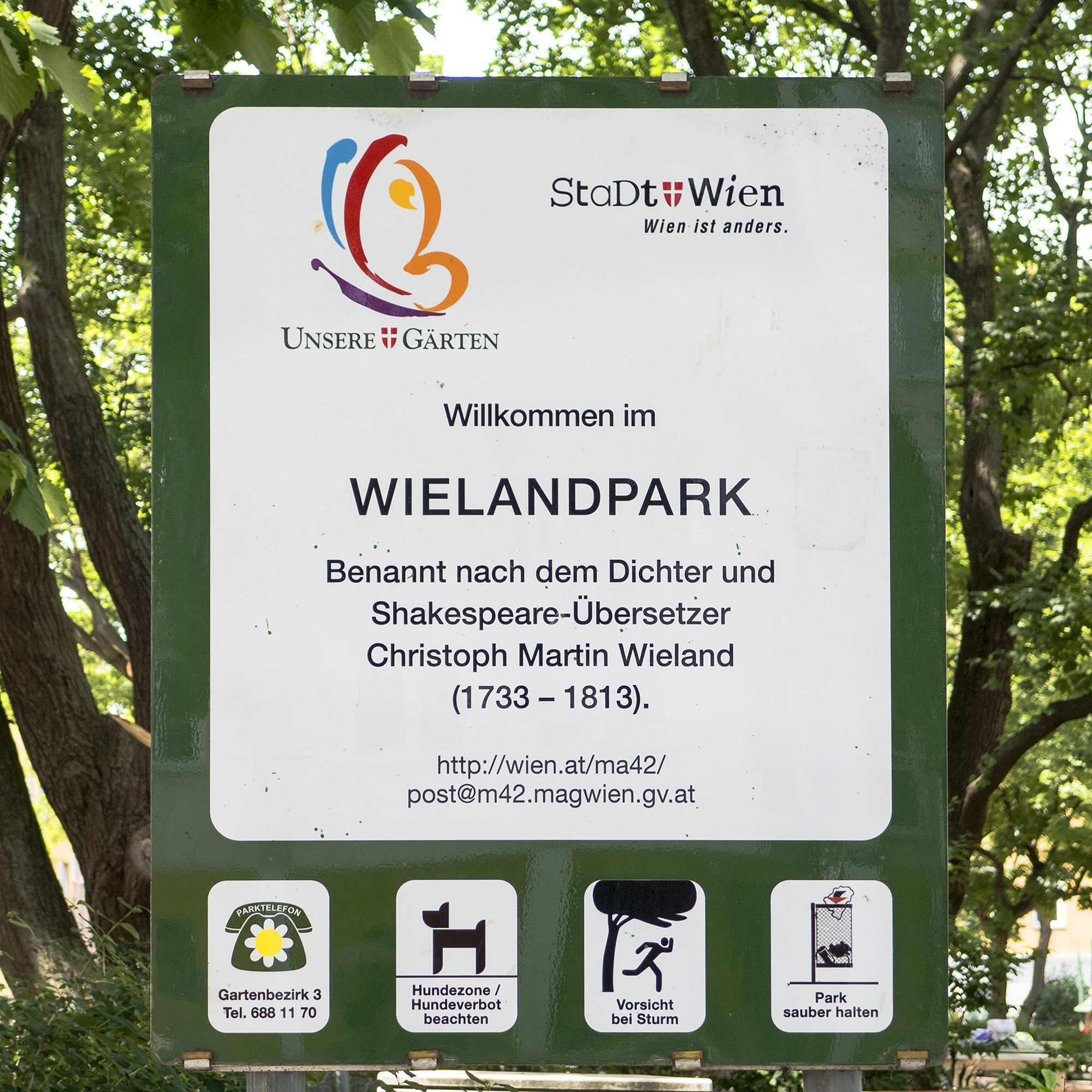
Informationstafel

Die Parkanlage Wielandplatz, auch Wielandpark genannt, ist ein Wiener Park im 10. Bezirk, Favoriten.

## Beschreibung
Die Parkanlage Wielandplatz ist ein ca. 4.500 m² großer Beserlpark im Bezirksteil Favoriten. Die Parkanlage liegt, wie der Name vermuten lässt, inmitten des Wielandplatz, wurde 2004 neu gestaltet und am 7. Juni 2005 von Umweltstadträtin Ulli Sima und Bezirksvorsteherin Hermine Mospointner neu eröffnet. Sie verfügt über einen alten Baumbestand, Kleinkinder-, Kinder und Jugendspielplatz, Sandspielplatz, Tischtennistische, eine Hundezone und einen Trinkbrunnen, sowie eine saisonale Parkbetreuung durch die Kinderfreunde Wien. In der Mitte des Parks liegt eine ovale Freifläche, die von zahlreichen Sitzmöglichkeiten umgeben ist.

## Geschichte
Die Parkanlage Wielandplatz wurde 1866 gemeinsam mit der angrenzenden Wielandgasse nach dem deutschen Dichter Christoph Martin Wieland (1733–1813) benannt.